# Letov Š-50
Letov Š-50 byl prototyp československého víceúčelového letounu, který měl plnit zejména průzkumné a lehké bombardovací úkoly v těsné blízkosti fronty a nad frontou. Stroj byl zalétán až v září roku 1938, po okupaci republiky německými nacisty byl ukořistěn a zkoušen německými vojenskými experty.

## Vývoj
V lednu 1936 Ministerstvo národní obrany v programu na modernizaci československého letectva rozeslaného leteckým továrnám počítalo s třímístným denním a nočním pozorovacím letounem (tzv. typ III). Továrna Letov na tento požadavek odpověděla 28. září 1936 projektem dvoumotorového celokovového samonosného dolnoplošníku s pevným podvozkem. Na jaře 1937 vznikla maketa trupu a centroplánu s motorovými gondolami ve skutečné velikosti. Vznikla i maketa pro Národní leteckou výstavu konanou v červnu 1937.
Objednávka MNO na výrobu prototypu přišla až v době, kdy se na něm pracovalo, 17. ledna 1938. Zároveň byl objednán drak pro pevnostní zkoušky. Původně se počítalo se zalétáním Š.50.1 v březnu 1938, avšak pro technické obtíže k němu došlo až 30. září 1938. Ihned se začalo s továrními zkouškami a od 5. října se do testů zapojili i piloti VTLÚ. Na základě výsledků zkoušek docházelo k úpravám prototypu, ty se především týkaly vyvážení ocasních ploch, krytů motorů, zkoušely se různé vrtule atp.
Přesto bylo patrné, že po Mnichovu československá armáda bude mít jiné priority, a se zahájením sériové výroby se již nepočítalo. Dne 23. února 1939 byl Š.50 mezi typy předvedenými bulharské delegaci. Po okupaci si jej 23. března 1939 prohlédl generál Ernst Udet. Od 8. do 23. července 1939 byl jako protektorátní výrobek vystavován na II. mezinárodním aerosalonu v Bruselu s imatrikulací D-OPCO. Poté byl krátce zkoušen v Rechlinu; poškozený se vrátil do Letňan, kde byl rozebrán a sešrotován.

## Technický popis
Letov Š.50 byl dvoumotorový samonosný dolnoplošník s pevným záďovým podvozkem a uzavřenými prostory pro tříčlennou osádku. Kovová kostra trupu, křídla a dvojitých svislých ocasních ploch byla potažena duralem. Pouze výšková a směrová kormidla měla plátěný potah. Š.50 poháněly dva přeplňované hvězdicové vzduchem chlazené devítiválce Avia Rk 17 o výkonu 309 kW (420 k) s dvoulistými kovovými automaticky stavitelnými vrtulemi Hamilton Constant Speed nebo s na zemi stavitelnými kovovými Letovy Hd 203 o průměru 2500 mm. Výzbroj sestávala ze tří kulometů vz. 30 ráže 7,92 mm, pro které bylo neseno 950 nábojů. Pilot ovládal pevný kulomet v kořeni levé poloviny křídla. Pozorovatel ovládal dolů vzad mířící pohyblivý kulomet ve střelišti ve spodní části trupu. Střelec ovládal pohyblivý kulomet ve hřbetní otočné věži Armstrong Whitworth. Nosnost pum činila až 600 kg pum. Letoun byl dále vybaven radiostanicí vz. 26/34 a do přídě se mohla zavěsit kamera A-II-30, A-IV-31 nebo A-I-34.

## Specifikace

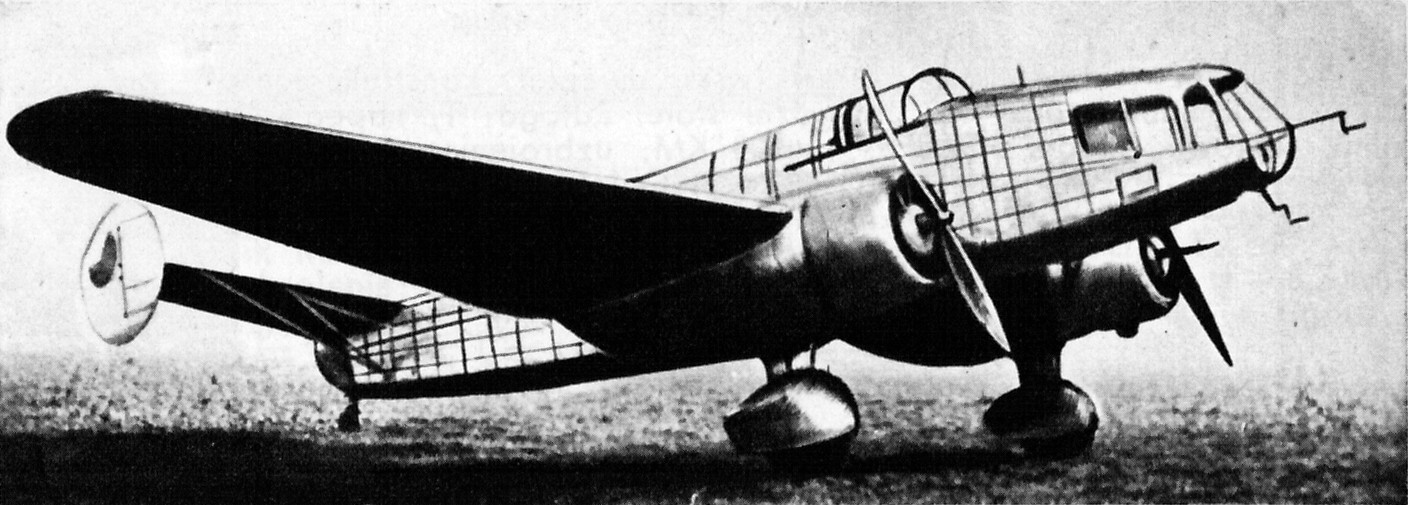
Prototyp Letovu Š-50

### Technické údaje
- Osádka: 3 (pilot, pozorovatel/navigátor a střelec)
- Rozpětí: 17,30 m
- Délka: 12,60 m
- Výška: 3,80 m
- Nosná plocha: 43,00 m²
- Hmotnost prázdného stroje: 2475 kg
- Max. vzletová hmotnost: 5708 kg
- Pohonná jednotka: 2× hvězdicový motor Avia Rk-17 o výkonu 309 kW

### Výkony
- Maximální rychlost: 305 km/h
- Cestovní rychlost: 260 km/h
- Dostup: 6200 m
- Stoupavost: 5,2 m/s
- Dolet: 1300 km

### Výzbroj
- 1 × pevný kulomet vz. 30 ráže 7,92 mm
- 2 × pohyblivý kulomet vz. 30 ráže 7,92 mm
- 600 kg pum